# Çaydanlık

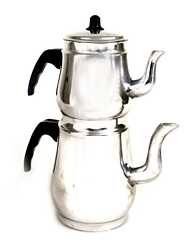
Çaydanlık

Çaydanlık (von türk. „Teekanne“) ist der Name für ein aus zwei Teekannen bestehendes Kochgeschirr zur Zubereitung von Tee auf türkische Art.

## Aufbau und Verwendung
Die Kannen werden übereinander auf einer Heizquelle verwendet. In der unteren größeren Kanne wird Wasser gekocht und anschließend heiß bereitgehalten. Auf der deckellosen unteren Kanne ruht die obere Kanne. In dieser befinden sich angefeuchtete Teeblätter, deren Aromen durch die Wärme aufgeschlossen werden.
Sobald das Wasser in der unteren Kanne kocht, gießt man mit ihm den Tee in der oberen Kanne auf. Nach kurzer Ziehzeit erhält man einen starken Tee, der beim Einschenken je nach Geschmack mit heißem Wasser verdünnt wird. In der Türkei wird unterschieden zwischen starkem Tee (demli çay) und dünnem Tee (açık çay).
Es gibt auch Ausführungen mit integrierter Heizquelle für den Einsatz im Freien, die dem russischen Samowar ähneln.

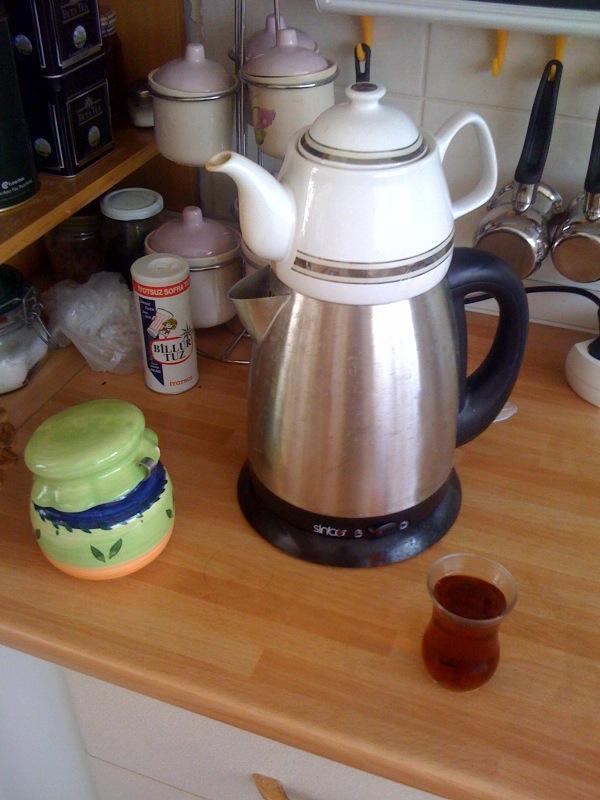
Çaydanlık mit integriertem elektrischem Heizelement
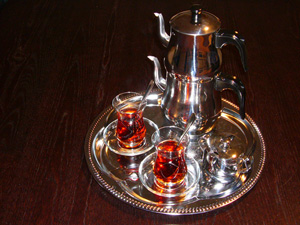
Çaydanlık-Teegeschirr auf einem Serviertablett zusammen mit Teegläsern und Zuckerdose